# Ng Ka Fung
Ng Ka Fung (chinesisch 吳家鋒 / 吴家锋, Pinyin Wú Jiāfēng, Jyutping Ng4 Gaa1fung1, * 27. Oktober 1992 in Hongkong) ist ein chinesischer Sprinter, der international für Hongkong startet. 2013 wurde er Asienmeister in der 4-mal-100-Meter-Staffel und 2014 gewann er bei den Asienspielen eine Bronzemedaille mit der Staffel.

## Sportliche Laufbahn
Erste Erfahrungen bei internationalen Wettbewerben sammelte Ng Ka Fung bei den Jugendweltmeisterschaften 2009 in Brixen, bei denen er im 100-Meter-Lauf bis in das Viertelfinale gelangte und über 200 Meter mit 22,28 s im Vorlauf ausschied. Im Jahr darauf gewann er bei den Juniorenasienmeisterschaften in Hanoi mit der Hongkonger 4-mal-100-Meter-Staffel in 40,51 s die Silbermedaille und belegte über 100 Meter Rang fünf. Bei den Asienmeisterschaften in Kōbe gewann er mit der Staffel in 39,26 s die Silbermedaille hinter dem Team aus Japan. 2012 qualifizierte sich diese Staffel für die Olympischen Spiele in London, bei denen sie mit 38,61 s in der Qualifikation ausschied. Bei den Asienmeisterschaften 2013 in Pune feierte er mit dem Staffelsieg in 38,94 s seinen bisher größten Erfolg. Im Einzelbewerb wurde er in 10,52 s Sechster. Daraufhin schied er bei den Weltmeisterschaften in Moskau mit der Staffel im Vorlauf aus und gewann bei den Ostasienspielen in Tianjin die Silbermedaille.
2014 wurde er bei den Hallenasienmeisterschaften in Hangzhou im Vorlauf des 60-Meter-Laufs disqualifiziert. Ende September nahm er erstmals an den Asienspielen im südkoreanischen Incheon teil, gewann dort mit der Staffel in 38,98 s die Bronzemedaille und erreichte im 200-Meter-Lauf das Halbfinale, in dem er mit 21,59 s ausschied. Auch bei den Asienmeisterschaften in Wuhan im folgenden Jahr gelangte er über 200 Meter bis ins Halbfinale und gewann mit der Staffel in 39,25 s erneut die Silbermedaille hinter China. Zwei Jahre später erreichte er bei den Asienmeisterschaften in Bhubaneswar das Halbfinale über 100 Meter und schied mit der Staffel in der Vorrunde aus. Anfang September kam er bei den Asian Indoor & Martial Arts Games in Aşgabat in das Halbfinale über 60 Meter, in dem er mit 6,83 s ausschied. 2018 folgte das Erstrundenaus über 60 Meter bei den Hallenasienmeisterschaften in Teheran. Ende August nahm er erneut an den Asienspielen in Jakarta teil, schied dort mit 10,59 s im 100-Meter-Halbfinale aus und belegte mit der Hongkonger 4-mal-100-Meter-Staffel in 39,48 s Rang sieben. 2023 verpasste er bei den Asienmeisterschaften in Bangkok mit 39,66 s den Finaleinzug im Staffelbewerb. Im Oktober wurde er bei den Asienspielen in Hangzhou mit der Staffel im Vorlauf disqualifiziert.
In den Jahren 2017 und 2018 wurde Ng Hongkonger Meister im 100-Meter-Lauf.

## Persönliche Bestleistungen
- 100 Meter: 10,28 s (+1,8 m/s), 11. September 2021 in Hongkong
  - 60 Meter (Halle): 6,83 s, 19. September 2017 in Aşgabat
- 200 Meter: 20,98 s (+1,4 m/s), 27. November 2011 in Hongkong